# Žućkasti šilj
Žućkasti šilj (žućkasti oštrik; lat.  Cyperus flavescens) je kozmopolitska zeljasta biljka iz porodice šiljovki rasprostranjena izvorno po svim kontinentima osim Australije, gdje je naknadno uvezena.
Voli vlažna pješčano-muljevite obale i vlažna travnata područja.

## Galerija
- C. flavescens
- C. flavescens
- C. flavescens
- C. flavescens
- C. flavescens
- C. flavescens